# Felix Aboagye
Felix Ahmed Aboagye (5 de dezembro de 1975) é um ex-futebolista profissional ganês que atuava como atacante.

## Carreira
Felix Aboagye representou a Seleção Ganesa de Futebol nas Olimpíadas de 1996, ele marcou um gol na partida frente ao Brasil.